# Компресор

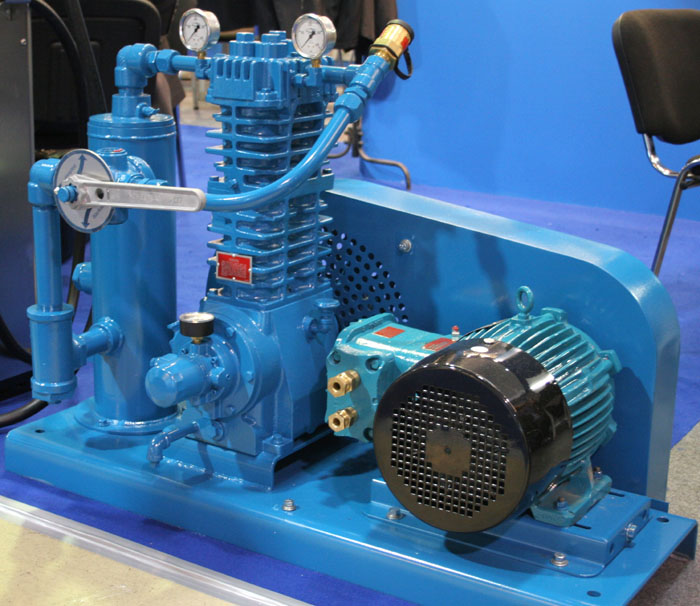
Компресорний агрегат Corcen для перекачування парової фази

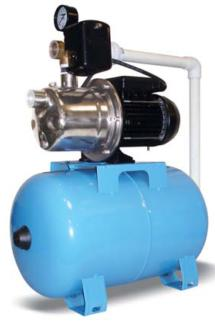
Побутовий компресор

Компресор Caterpillar

Компресор gasjack.

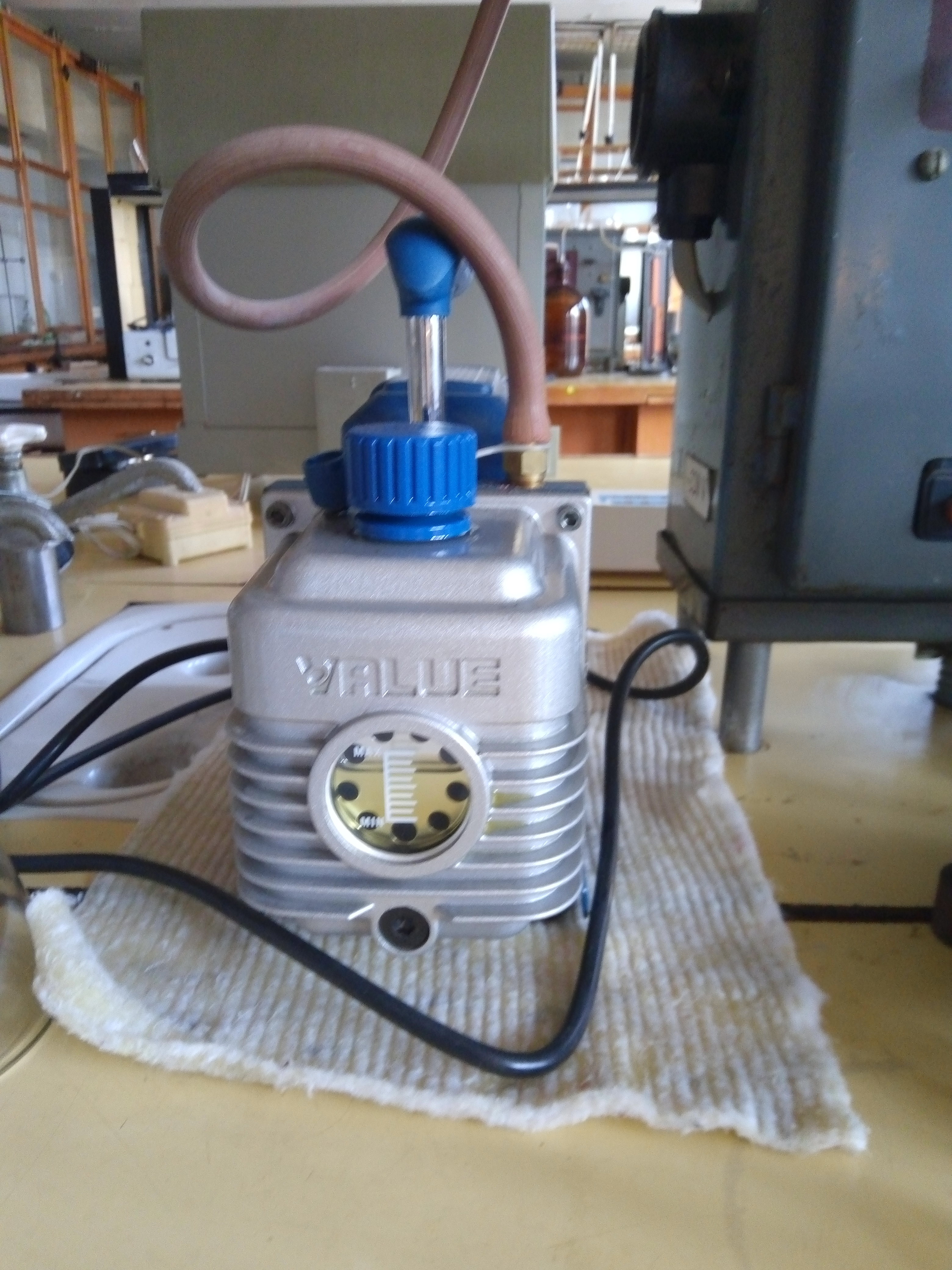
Лабораторний компресор.

Компре́сор (англ. compressor, нім. Kompressor m, Verdichter m) — машина для стискування повітря або іншого газу до надлишкового тиску не нижче 0,2 МПа, компресії і переміщення газів під тиском.

## Класифікація
Розрізняють за принципом роботи: поршневі, ротаційні, лопатеві (відцентрові, осьові) і струминні компресори.
У поршневих компресорах (одно- і багатоциліндрових; одинарної і подвійної дії; одно-, дво- і багатоступеневих) газ стискується між внутрішніми стінками робочого циліндра і поршнем, що рухається зворотно-поступально.
Робочим органом ротаційних компресорів є обертовий поршень-ротор (один або декілька). В них об'єм засмоктаного газу зменшується між ковзними пластинами ексцентрично розташованого ротора і циліндром (пластинчасті компресори), між двома гвинтовими роторами (гвинтові компресори), між двома спіралями (спіральні компресори) тощо. У відцентрових компресорах газ, набуваючи обертового руху від робочих коліс ротора, спочатку стискується під дією відцентрових сил, а далі (у кільцевому дифузорі) — через зниження швидкості руху.
В осьових компресорах газ переміщується паралельно до осі ротора, стикаючись між його робочими лопатками і нерухомими лопатками корпуса.
Шиберний компресор (роторно-пластинчастий) — компресор, у якому переміщення об'єму газу відбувається
за допомогою обертання ротора з набором пластин
(шиберів) в циліндричному корпусі (статорі).
У динамічних (лопатевих) компресорах газ перекачується безперервним потоком.
Відцентрові й осьові компресори часто називають також турбокомпресорами.
Струминні компресори працюють як струминні насоси.
Серійно випускаються компресори 4М10-100/8, К-500-61-2, ЦК-115/9, пересувний компресор ЗИФ-ШВ-5, компресорні станції К-500-51-1.
Усі компресори можна поділити на 2 групи: динамічні та об'ємні. В динамічних компресорах газ стискається шляхом збільшення його швидкості і перетворення кінетичної енергії газу в енергію тиску. В об'ємних компресорах — у результаті зменшення об'єму робочого простору.
За кінцевим тиском компресори бувають:
- вакуум-компресори, газодувки — машини, які відсмоктують газ з простору з тиском, який нижчий або вищий атмосферного. Повітродувки і газодувки подібно до вентиляторів створюють потік газу і можуть забезпечити можливість досягнення надлишкового тиску від 10 до 100 кПа (0,1…1 атм), в деяких спеціальних виконаннях — до 200 кПа (2 атм). У режимі всмоктування повітродувки можуть створювати розрідження, як правило, 10…50 кПа, в окремих випадках до 90 кПа, і працювати як вакуумний насос низького вакууму;
- компресори низького тиску, призначені для нагнітання газу при тиску від 0,15 до 1,2 МПа;
- компресори середнього тиску — від 1,2 до 10 МПа;
- компресори високого тиску — від 10 до 100 МПа;
- компресори надвисокого тиску, призначені для стиснення газу вище 100 МПа.

За типом привідного двигуна — з приводом від електродвигуна, від двигуна внутрішнього згоряння, від парової або газової турбіни. Компресори з двигунами внутрішнього згорання широко використовуються у віддалених районах із проблемами подачі електроенергії (зазвичай оснащені дизельними двигунами) або для перекачування природного газу (газомотокомпресори). Вони шумні, в приміщеннях для них потрібна вентиляція для вихлопних газів. З електричним приводом компресори широко використовуються на підприємствах, в майстернях і гаражах з постійним доступом до електрики.
Залежно від розміру і призначення компресори можуть бути стаціонарними або портативними.
За будовою компресори можуть бути одноступінчастими і багатоступінчастими.
Кінематичні схеми компресорів різняться числом і розташуванням циліндрів, вони мають чотири основні
види компонування:
- вертикальне розташування з одним циліндром (для одноколінчастого вала) або двома циліндрами (для

двоколінчастого вала);
- V-подібне розташування (із кутом розвалу циліндрів γ = 90°) із двома або чотирма циліндрами;
- W-подібне розташування (із кутом розвалу циліндрів γ = 120°) з трьома або шістьма циліндрами;
- віялоподібне розташування (із кутом розвалу циліндрів γ = 135°) із числом циліндрів чотири або вісім;
- опозитне розташування циліндрів.

## Різновиди
- Гідрокомпресор, (англ. hydraulic compressor, нім. hydraulische Kompressor, Hydrokompressor, Hydroumformer) — гідравлічний компресор, який стискує гази тощо за допомогою рідини.
- Турбокомпресор (англ. gas generator, gas producer; turboblower, turbocompressor; нім. Turboverdichter m, Turbinenverdichter m, Turbokompressor) — відцентрований або осьовий компресор, що його приводить у рух турбіна.
- Поршневі компресори — один із найпоширеніших видів компресорів. Оптимальне рішення для завдань, які потребують надпродуктивність. Ця технологія використовується для стиснення повітря з початку XX століття, в силу простоти технічної реалізації. Поршневі компресори, до недавнього часу, були основним типом повітряних компресорів. Поршневі компресори широко використовуються в установках з двигунами внутрішнього згоряння. Компресори виготовляються стаціонарними та пересувними; горизонтальними, вертикальними і з похилим розташуванням циліндрів; одноступінчастими і багатоступінчастими; одноциліндровими і багатоциліндровими.
- Мембранний компресор за принципом дії скоріше можна віднести до поршневих компресорів. Стиснення газу в цих компресорах відбувається в процесі зменшення обсягу камери стиснення, внаслідок поступального руху поршня. У ролі поршня виступає кругла гнучка мембрана, затиснута по периметру між кришкою і циліндром.
- Ротаційний компресор використовує стиснення газу для зменшення його об'єму і збільшення тиску. Прикладами цього типу компресорів є гвинтові, роторно-кулачкові та роторно-пластинчасті компресори.[джерело?]
- Гвинтові компресори є підтипом роторних компресорів. Гвинтові компресори відрізняються високою надійністю і малими габаритами.
- Газомотокомпресор — комбінований агрегат, який складається із газового двигуна і компресора.